# Panicum quadriglume
Panicum quadriglume là một loài thực vật có hoa trong họ Hòa thảo. Loài này được (Döll) Hitchc. mô tả khoa học đầu tiên năm 1927.